# Teoria neutralista da evolução
Teoria neutralista da evolução é uma teoria científica proposta pelo geneticista japonês Motoo Kimura no final da década de 1960 onde este demonstrou matematicamente que era possível haver evolução por deriva genética na ausência de seleção natural, mesmo em grandes populações e por longas escalas de tempo. A teoria de Kimura ajudou a esclarecer observações que a síntese moderna não era capaz de explicar, como, por exemplo, o elevado nível de polimorfismo genético em populações naturais, incompatível com o modelo selecionista porque acarretava níveis insuportavelmente altos de carga genética. O neutralismo livrou a teoria evolucionista da necessidade de explicar a evolução sempre em termos de seleção natural. Logo após sua proposição, deu-se início à a chamada controvérsia naturalista-selecionista.               .

## Teoria neutra
A teoria neutra pressupõe que a evolução a nível molecular seja dominada por processos aleatórios, a chamada deriva gênica que irá atuar em pequenas populações, já a seleção natural agiria em grandes populações, sendo assim a neutralidade das mutações dependeria do tamanho da população. Esta nova ideia evolucionária sugeria que as mutações responsáveis pelo surgimento de características adaptativas vantajosas possuiriam pouca contribuição para a variabilidade genética das populações por serem extremamente raras e se fixarem muito rapidamente pela seleção natural. Além disso, Kimura excluiu, em sua teoria neutra, as mutações prejudiciais de suas considerações já que estas não contribuiriam nem para a variabilidade genética nem para a evolução molecular, uma vez que são rapidamente eliminadas por meio da chamada “seleção negativa”.
Para inferir a teoria neutra podemos citar 3 linhas menos diretas de evidências que foram originalmente usadas por Kimura para argumentar a importância da deriva neutra na evolução molecular.
- A taxa absoluta de evolução e o grau de polimorfismo, ambos os quais foram deduzidos serem muito elevados para serem explicados por seleção natural.
- A constância da evolução molecular, a qual foi deduzida ser inconsistente com a seleção natural,
- A observação de que partes funcionalmente menos obrigatórias das moléculas evoluem em uma taxa maior, o que se deduziu ser o oposto do que a teoria da seleção natural iria prever.

A teoria neutra não sugere que a deriva aleatória explique todas as trocas evolutivas. A seleção natural também é necessária para explicar a adaptação. No entanto, é possível que as adaptações observadas nos organismos necessitem apenas de uma pequena proporção de todas as trocas evolutivas que ocorrem atualmente no DNA. A teoria neutra pressupõe que a evolução no nível do DNA e das proteínas, mas não a adaptação, seja dominada por processos aleatórios; a maior parte da evolução no nível molecular seria, então, não adaptativa.
Ainda de acordo com essa teoria, o fator mais importante para a evolução era a deriva aleatória na freqüência dos alelos, que estava associada a eventos alteração de tamanho populacional e à freqüência de surgimento de novas mutações. Teoria neutra então não descarta a seleção natural. Ela simplesmente tem uma utilização diferente para ela da teoria selecionista da evolução molecular. A teoria selecionista utiliza a seleção natural para explicar tanto porque as mutações são perdidas (quando elas são desvantajosas) ou fixadas (quando são vantajosas). A teoria neutra utiliza a seleção apenas para explicar porque as mutações desvantajosas são perdidas; ela utiliza a deriva para explicar como novas mutações são fixadas.
Porém, tais ideias defendidas por Kimura possuem alguns problemas, nos quais são a influência mais forte do tempo de geração na taxa de evolução sinônima, em que a troca de nucleotídeo não afetará na produção da mesma proteína, do que na evolução não-sinônima, na qual a troca de nucleotídeo irá resultar na produção de um outro aminoácido ou até mesmo não produzir nenhum; o relógio molecular (na qual marca em relação ao tempo absoluto) em que não é constante o suficiente; os níveis de heterozigosidade que são comuns entre espécies e muito baixos em espécies em tamanhos populacionais grandes; e os níveis de variação genética observadas e as taxas evolutivas, os quais não estão relacionados da maneira prevista.
Caso exista uma ampla classe de mutações aproximadamente neutras, a taxa de evolução flutuará com o tempo, quando o tamanho populacional aumentar ou diminuir. À medida que o tamanho populacional diminui, mais mutações levemente desvantajosas irão tornar-se efetivamente neutras. Elas poderão ser fixadas por deriva, e a taxa de evolução irá aumentar. Quando o tamanho populacional aumenta, as mutações levemente desvantajosas serão eliminadas por seleção e a taxa de evolução irá diminuir. A 'teoria aproximadamente neutra, portanto, prediz uma taxa de evolução mais irregular do que a teoria totalmente neutra. Devido às dificuldades e falhas na teoria neutra, Tomoko Ohta desenvolveu uma versão modificada da teoria neutra: a teoria aproximadamente neutra da evolução molecular.

## Neutralismo X Selecionismo
Existe uma discordância entre os evolucionistas sobre qual seria o principal mecanismo responsável pela flutuação das frequências alélicas numa população. A divergência está em qual força que seria a mais importante no direcionamento das alterações nas frequências alélicas, duas forças causam essa discordância, são elas; a deriva genética, e a seleção Natural, diversas teorias foram formuladas e comparadas ao neutralismo como a Teoria neutra da biodiversidade proposta por Stephen P. Hubbell, que sugere que a diversidade de espécies em uma comunidade é mantida principalmente pela aleatoriedade dos processos demográficos e de dispersão, e não pela competição entre as espécies, e a Teoria da estabilidade neutra - proposta por Michael Silowski, sugere que a estabilidade de um ecossistema não depende da composição específica das espécies presentes, mas sim de suas interações ecológicas, e assim  baseadas no neutralismo na ecologia questionam a importância da competição e da seleção natural como principais forças que moldam a estrutura e dinâmica das comunidades e ecossistemas. Eles enfatizam a aleatoriedade, a estocasticidade e a neutralidade como conceitos fundamentais para entender a diversidade e a evolução dos seres vivos em seus habitats naturais.   .
A seleção natural é defendida pelos selecionistas que acreditam ser a "única" força capaz de direcionar os processos evolutivos sendo que os outros fatores proporcionam, no máximo, uma pequena contribuição. Segundo o selecionismo as substituições alélicas ocorrem em conseqüência de seleção dos mais adaptados, onde o novo alelo irá substituir um antigo em função de aumentar o valor adaptativo dos organismos que o possuem. Assim, os polimorfismos seriam mantidos quando a coexistência de dois ou mais alelos num loco é vantajoso para o organismo ou para a população.
A teoria defendida pelos neutralistas era de que principalmente num nível molecular, a maioria das mudanças evolutivas estão relacionadas à deriva genética, ou seja, à variação aleatória das freqüências dos alelos. Foi nos anos 60 que surgiu a teoria neutralista, quando uma grande quantidade de dados de seqüenciamento de proteínas foi obtida, possibilitando se examinar de forma mais precisa as teorias relacionadas à substituição de genes. Segundo os neutralistas a seleção deve operar, mas é muito fraca para influenciar as mudanças aleatórias. Isso não quer dizer que todos os alelos possuem estritamente o mesmo valor adaptativo, mas que a variação nas freqüências deles está ligada, principalmente, à deriva genética aleatória.
A disputa entre selecionistas e neutralistas estava na verdade relacionada aos valores adaptativos dos alelos mutantes. As duas teorias concordam que a maioria das novas mutações é deletéria e que essas mutações não contribuem na taxa de mutação nem na quantidade de polimorfismos dentro de uma população. A diferença entre elas está relacionada à proporção relativa de mutações neutras entre as mutações não deletérias. Enquanto os selecionistas consideram que poucas mutações são seletivamente neutras, os neutralistas acreditam que a maioria delas é seletivamente neutra.
O mais relevante nessa controvérsia selecionista-neutralista foi mostrar que o efeito produzido por interações aleatórias não pode ser negligenciado e que a evolução molecular está diretamente relacionada ao polimorfismo gênico. E que uma teoria adequada da evolução deve ser consistente também com os processos evolutivos que ocorrem ao nível molecular.

## Breve histórico
Antes da Teoria neutra, a maior parte dos evolucionistas acreditava que quase todos os alelos, inclusive aqueles com algum tipo de polimorfismo, se diferenciavam de acordo com o quanto esses alelos influenciavam na adaptação dos organismos ao meio ambiente. Cada alelo possuiria um diferente valor adaptativo associado e a seleção natural seria o principal processo que “escolheria” quais os alelos que seriam substituídos ou incorporados ao pool gênico de uma determinada população ou espécie.
Em contrapartida alguns estudos demonstravam, que alguns locos muito polimórficos, a seleção natural não atuava de forma eficiente e que boa parte dos alelos pareciam mostrar valores adaptativos similares. Em estudos realizados Kimura observou em proteínas, que as taxas de evolução eram quase constantes entre diferentes linhagens, o que não era explicado pela força da seleção natural. Sendo assim os resultados seriam mais aceitáveis se for considerado que essas proteínas evoluíram através de eventos de mutação e deriva genética. A partir dessas indagações, Kimura criou a teoria neutra da evolução molecular, que defende que a variação genética era seletivamente neutra e não possuía valor adaptativo.

### Neutralismo nos anos 60
A teoria neutra foi proposta em 1960, e foi Kimura quem combinou a genética de populações com dados de evolução molecular, para propor uma teoria na qual a deriva genética seria a principal força para mudanças nas frequências alélicas. Em 1969, Kimura demonstrou que a taxa de evolução molecular era quase constante, em seguida ele afirmou que a evolução de proteínas não estava relacionada com a evolução fenotípica. Sendo assim a relativa constância na taxa de substituições de aminoácidos, e o relógio molecular dava suporte à teoria neutralista. Outro desenvolvimento notável na década de 60 foi o modelo dos alelos infinitos formulado por Kimura e Crow em 1964.

### Neutralismo nos anos 70
Com mais dados de sequências de proteínas disponíveis, afirmou-se que a taxa de evolução de diversas proteínas se diferiam, sendo que cada proteína possuía sua taxa de substituições de aminoácidos
Nesse período, algumas observações sobre evolução molecular e polimorfismos pareciam contrários à teoria neutralista. Um desses estava relacionado ao tempo de geração; pode-se dizer que criaturas com menores tempos de geração, deveriam evoluir mais rapidamente, do que as que possuíam um tempo de geração maior. No entanto, algumas proteínas não tinham esse efeito de tempo de geração, enquanto o DNA apresentava.
Outro fato relevante vem da quantidade de heterozigosidade de proteínas. A teoria neutralista pressupõe que a heterogosidade aumente de acordo com o tamanho da população. Sendo assim dados obtidos para heterogosidades proteicas e realizando-se cálculos neutralistas, esperava-se que os tamanhos populacionais estivessem na casa de 104 a 105 o que parecia incoerente.
Ohta, em 1974, tentou explicar esse fato como resultados da presença de alelos deletérios, que diminuíam a quantidade de polimosfirmos. Da mesma forma, flutuações no tamanho populacional poderiam diminuir a heterozigosidade média, além de poder levar a efeitos de gargalo de garrafa, cujas conseqüências poderiam ser observadas até mesmo por centenas de milhares de anos após terem acontecido.

### Neutralismo nos anos 80
Na década de 80 os dados de seqüências de DNA aumentaram rapidamente, e uma grande quantidade de estudos comparativos utilizando esse tipo de seqüência surgiu. Estudos demostravam que substituições em DNA não codificador e substituições silenciosas em regiões codificantes eram neutras, que substituições de aminoácidos eram deletérias ou quase neutras e que as substituições vantajosas eram apenas uma fração menor de todas as substituições. Todas essas evidências corroboravam com a teoria do neutralismo.
Perto do fim dos anos 80, a teoria do quase neutralismo parecia ser ao mesmo tampo a teoria mais forte, porque levava em consideração a maioria das observações sobre a evolução molecular e polimorfismos da época e também mais fraca, porque apresentava problemas relacionados ao R(t) e a algumas pressuposições questionáveis, como o fato de que o coeficiente de seleção deveria ser constante ao longo do tempo (apesar da dinâmica ambiental) e que as mutações de linha de borda (s ~ 1/N) deveriam ser deletérias.

### Neutralismo nos anos 90
Nos anos 90, observações de polimorfismos sinonímios e não-sinonímios, demostraram falas na predição neutralista. Começando pelo trabalho de McDonald e Kreitman (1991), muitos trabalhos sobre polimorfismos sinonímios e não-sinonímios foram publicados. Os testes freqüentemente comparam o número relativo de diferenças entre esses polimorfismos dentro uma espécie com números obtidos em espécies proximamente relacionadas. Em alguns casos o padrão esta de acordo com a teoria neutralista, já em outros, desvios das expectativas neutralistas foram estatisticamente significativos. Alguns exemplos de excesso de substituições não sinonímias entre espécies, o que vai contra a teoria neutralista..
As dificuldades nesses testes vêm do fato de que as variações sinonímias não são sempre neutras devido ao desvio na utilização de códons e portanto, o padrão de substituições não é um tão eficiente para realizar comparações relacionadas com substituições não sinonímias.
diversas teorias sobre a evolução molecular onde a seleção natural parece ser a força principal, ao invés da deriva genética, foram publicadas nos anos 90. Uma dessas teorias, chamada de modelo da paisagem mutacional foi proposto para explicar a natureza episódica das substituições de aminoácidos. O modelo mostra a evolução molecular como geralmente estagnada em um local ótimo devido a baixas taxas de mutação em seqüências que estão a mais de um passo mutacional da seqüência ótima. Uma alteração ambiental é necessária para mover a população para fora do pico local e levar à produção de substituições até que ela fique estagnada novamente em outro máximo local. Como nesse caso são as mudanças ambientais ditam o ritmo da evolução ao invés da taxa de mutação, esse modelo não exibe o efeito do tempo de geração.
Enquanto modelos baseados em flutuações ambientais podem explicar a ausência do efeito do tempo de geração e o alto valor de R(t) na evolução de proteínas, eles são bastante pobres para fornecer informações sobre outros aspectos da evolução de proteínas. Eles não podem explicar porque a taxa de substituição de aminoácidos por sítio é tão similar à taxa de mutação para muitas proteínas, não podem explicar porque a maioria das proteínas evolui mais devagar do que os pseudogenes e não podem explicar porque não há ainda mais variação nas taxas de substituição. Esses modelos não podem explicar, por exemplo, porque não foram encontradas linhagens onde a evolução das hemoglobinas parou. A teoria neutra e a teoria quase neutra apresentam respostas muito melhores para explicar esses fenômenos.

### Neutralismo atual
Kimura, Ohta e seus colaboradores demostraram o importante papel da deriva genética durante processos de evolução molecular, que eram deixados de lado em épocas selecionistas, durante décadas, a genética de populações tem gerado modelos cada vez mais precisos para entender como realmente ocorre a evolução à nível molecular.
Contudo evidências demostram que a teoria neutra da evolução molecular não está correta em todos os pontos. O alto valor de homozigosidade observado em sítios proteicos, demostram que grande parte das proteínas apresenta uma taxa de evolução molecular mais lenta do que o resto do genoma. Isso mostra que a teoria neutra não está completamente correta.
Os neutralistas concordam que a seleção natural é um processo de extrema importância para a evolução. Da mesma forma, os selecionistas deve concordar que a deriva genética também representa um mecanismo extremamente importante para o processo evolutivo. O que está em discussão então é qual a importância relativa entre a seleção natural e a deriva genética. O entendimento desses fatores pode nos proporcionar uma melhor compreensão dos mecanismos evolutivos.